# Eleonore Tscherning
Eleonore "Nore" Christine Tscherning, døbt Hansen og senere navngivet Lützow (født 4. juli 1817 i Helsingør, død 3. juli 1890 i København) var en dansk maler, gift med krigsminister Anton Frederik Tscherning.
Hun blev som ung undervist i tegning og maleri af sin kusine, Christine Løvmand og begyndte som blomstermaler, men skiftede snart til landskabsmaleri. Hun var ven med og blev inspireret af folk som Læssøe, Lundbye og Skovgaard. Hun arbejdede med kopiering af billeder, men var også en flittig friluftsmaler og arbejdede ude i naturen foran motivet. Hun debuterede anonymt på Charlottenborg Forårsudstilling i 1842 og udstillede her hvert år frem til 1849, snart også under eget navn, som en af de første kvindelige kunstnere.
Eleonore blev i 1845 gift med sin 22 år ældre fætter, A.F. Tscherning, og maleriet kom efterhånden til at fylde mindre, mest fordi husholdning og selskabelige forpligtelser kom til at fylde i hendes liv. Fra midten af 1860'erne og cirka tyve år frem fungerede hun dog som dekorationsmaler på P. Ipsens Terracottafabrik, hvor hun også uddannede elever, samtidig med at hun underviste sine børn, hvoraf to døtre også blev anerkendte malere.
Eleonore Tscherning er også efter sin død anerkendt for sin kunst med flere udstillinger.

## Baggrund
Eleonore Tscherning var datter af husholderske Bolette Rasmussen og officeren Adam Tobias Lützow. Hun var født i et udenomsægteskabeligt samliv, og det tog 20 år, førend Eleonore fik vished om, hvem der var hendes forældre. Det skete i 1837, da Adam Tobias Lützow "adopterede" hende efter accept fra kong Frederik VI og samtidig giftede sig med Bolette Rasmussen. Anledningen var Lützows udnævnelse til chef for Artillerikorpset. Bolette Rasmussen var selv uægte barn og havde ved Eleonores barnedåb givet den nyfødte efternavnet Hansen efter sin plejefader, morbroderen, skovfoged Hans Christensen, der påtog sig faderskabet, og ladet denne figurere som fader. Samme år (1837) kom familien Lützow til hovedstaden, og året forinden havde Eleonore mistet sin lillesøster Anthonette til et tyfusangreb. I København blev hun sat i frøkenerne Jakobsens syskole, hvilket hun dog ikke tog nogen glæde i.

## Malerkarriere
Eleonore Tscherning fik undervisning i tegning og maleri af sin kusine, maleren Christine Løvmand, og begyndte som blomstermaler, men forlod genren til fordel for landskabsmaleriet. Foruden at arbejde i kopiereværelset på Christiansborg, hvor hun kopierede ældre værker af Fritz Petzholdt og Jens Juel, var hun en, der arbejdede og søgte motiver i naturen. Tscherning stod i nært venskabsforhold til, og lærte af, kredsen omkring J.Th. Lundbye, Thorald Læssøe og P.C. Skovgaard samt tidens altoverskyggende kunstkritiker N.L. Høyen.
Hun debuterede anonymt på Charlottenborg Forårsudstilling 1842 med et landskabs- og dyremaleri. På Charlottenborg udstillede hun landskabsmalerier frem til 1849, og i de senere år under eget navn. Tscherning blev dermed en af de første kvindelige malere, som stod frem med eget navn i stedet for at anvende pseudonym. Hendes kunstneriske produktion mindskedes i det ægteskab med fætteren Anton Frederik Tscherning, som hun indgik 27. august 1845. Det skyldtes ikke, at ægtefællen misbilligede hendes kunstneriske virke, tværtimod. Derimod tog hans berømmelse og hektiske politiske liv også meget af hendes tid, fordi hun både var overladt husholdningen i et hjem, hvor pengene i mange år var knappe, og samtidig gradvist selv blev en offentlig kendt person som hustru til en markant politiker.
Tscherning var dekorationsmaler ved P. Ipsens Terracottafabrik ca. 1864-84 og uddannede selv elever, men stoppede, da et hjerteslag svækkede hendes helbred. Hendes fem børn fik også en grundig indføring i kunstens verden, og navnlig døtrene Anthonore og Sara blev dygtige blomstermalere med selvstændige produktioner. Sammen med døtrene tog hun på kunstrejser til Frankrig og Schweiz 1869 og til Italien 1873. Efterhånden blev Sara en medhjælp ved Tschernings blomstermalingskursus på Østerbro.
Hendes malerier er siden blevet udstillet posthumt på Kvindernes Udstilling i 1895, på Raadhusudstillingen i 1901, på Kvindelige Kunstneres retrospektive Udstilling 1920 og på Som kunstnerne så egnen, Museumsgården Birkely 1994.

## Ægteskabet med Tscherning
27. august 1845 ægtede hun sin 22 år ældre fætter A.F. Tscherning, men det havde taget hende syv år at overbevise ham om at gifte sig med hende. Han betragtede aldersforskellen som for stor og nød desuden sin tilværelse som ungkarl, men den største forhindring i hans øjne har formentlig været, at han selv i disse år blev omfattet med fjendskab af det officerskorps, som hendes far var et ledende medlem af. Eleonore Tscherning var tidligt klar over, at hendes mand i offentligheden – og i danmarkshistorien – fik status af "en historisk Person, et Fænomen". Han inddrog hende i sin politiske fortrolighed, bl.a. under diskussionerne under Treårskrigen 1848-51.
Efterhånden som A.F. Tscherning flyttede sig fuldstændigt væk fra nationalliberale standpunkter og helt og holdent gik over til Bondevennerne, som han i 1846 blev leder for, ændrede Tscherning-familiens omgangskreds sig også. Det førte til, at hustruen oplevede en vis isolation. Familiens huslæge, den nationalliberale politiker C.E. Fenger, vedblev dog at høre til vennekredsen, og hendes ungdomsven Læssøe var også en blivende ven for hende.
I stedet for billedkunsten fyldte dagbogs- og forfattersysler mest i hendes senere liv. Fra begyndelsen havde hun ligesom sin læremester Christine Løvmand også haft en litterær ambition, og hun udgav 1870 Fortællinger og var forfatter til en række folkelige småfortællinger, udgivet i 1870'erne, hvor hun dog stadig anvendte pseudonym ("E. Melas" eller mærket "E.T."). Værkerne hæver sig imidlertid ikke over det gennemsnitlige, og hun fik ikke nogen succes som forfatter. Derimod var hun en eminent brevskriver. Hendes efterladte breve og dagbøger, som blev udgivet 1908 under titlen Af Eleonore Christine Tschernings efterladte Papirer, giver et væsentligt indblik i livet i et højborgerligt, stærkt politisk og kulturelt miljø i 1800-tallet. Hendes ægtefælle døde i 1874, og sammen med familiemedlemmer udgav Tscherning hans Efterladte Papirer i 1876-78. Hun fik som enke resten af livet 1.000 rigsdaler i årpenge.
Hun er sammen med sin mand begravet på Garnisons Kirkegård. I sin alderdom havde Tscherning taget forbehold over for kristendommen, og ønskede ingen traditionel kirkelig begravelse. Ligbrænding var ved hendes død endnu ikke tilladt i Danmark og et delikat emne. Efter eget ønske blev hun derfor først ligbrændt i Göteborg, før hendes urne blev nedsat 1890 i samme gravsted som ægtefællen.
Eleonore Tscherning er bl.a. gengivet i to pennetegninger af J.Th. Lundbye fra 1841 og P.C. Skovgaard fra 1846.

## Børn
- Marie Elisabeth (1847-1920)
- Anthonie "Anthonore" (1849-1926) gift med Richard Christensen (1843-1876)
- Eilert Adam (1851-1919) gift med Henriette Schultz og senere med Anna Elisabeth Bache
- Johan Andreas (1853-1918) gift med Mathilde Johanne Sophie Hansen
- Sara (1855-1916) gift med Axel Ulrik (1846-1930)

## Værker

### Maleri
- Dunke, parti ved Frederiksværk (udstillet 1843)
- Elletræer ved Frederiksborg Badstuedam (udstillet 1843, tidligere i Johan Hansens samling)
- Parti i Vendsyssel, vinter (udstillet 1843)
- Skovparti fra egnen ved Aastrup (udstillet 1845)
- Skovparti ved Aastrup, vinter (udstillet 1846)
- Sommermiddag i nærheden af Frederiksværk (udstillet 1848)
- Parti fra Brede Indelukke (Søllerød Museum)
- 5 vignetter, samlet i ramme: 2 eks. fra Tisvildeegnen (akvareller, Museumsgården Birkely under Frederiksværkegnens Museum)
- Ågabet ved Arresø (akvarel, sammesteds)
- Kregme Kirke (akvarel, sammesteds)
- Roskilde Fjord (akvarel, sammesteds)
- En bordplade, dekoreret med forårsblomster (udstillet 1845)
- Tegninger i Den Kongelige Kobberstiksamling

### Skriftlige arbejder
- Fortællinger, 1870.

Under pseudonymet "E. Melas":
- Kildehuset, 1871.
- Oluf fra Lien, 1871.
- Lille Frederik, 1872.
- Fisker Hanne, 1872.
- De fattige og forladte, 1873.
- Emanuel, 1874.
- Brauns Efterfølger, 1875(76) (de sidste 4 trykt i Laalands-Falsters Stiftstidende, søndagsbladet (skrevet 1848).

## Billeder
| - Værker af Eleonora Tscherning - Landskab med trægrupper, 1841 - Udsigt fra Østerbrogade mod Sankt Jakobs Kirke, 1880'erne - Landskab med huse. Uklar datering før 1890 - Bakket hedelandskab med to ræve. Uklar datering før 1890 - Efterårsbillede. Uklar datering før 1890 - Kunstneren siddende ved sit staffeli i skoven, i baggrunden brændesamlerske. Uklar datering før 1890 - Parti fra bredden af en sø. Uklar datering før 1890 - Parti fra en høj med store sten. Uklar datering før 1890 |